# Palazzo Lucchesi

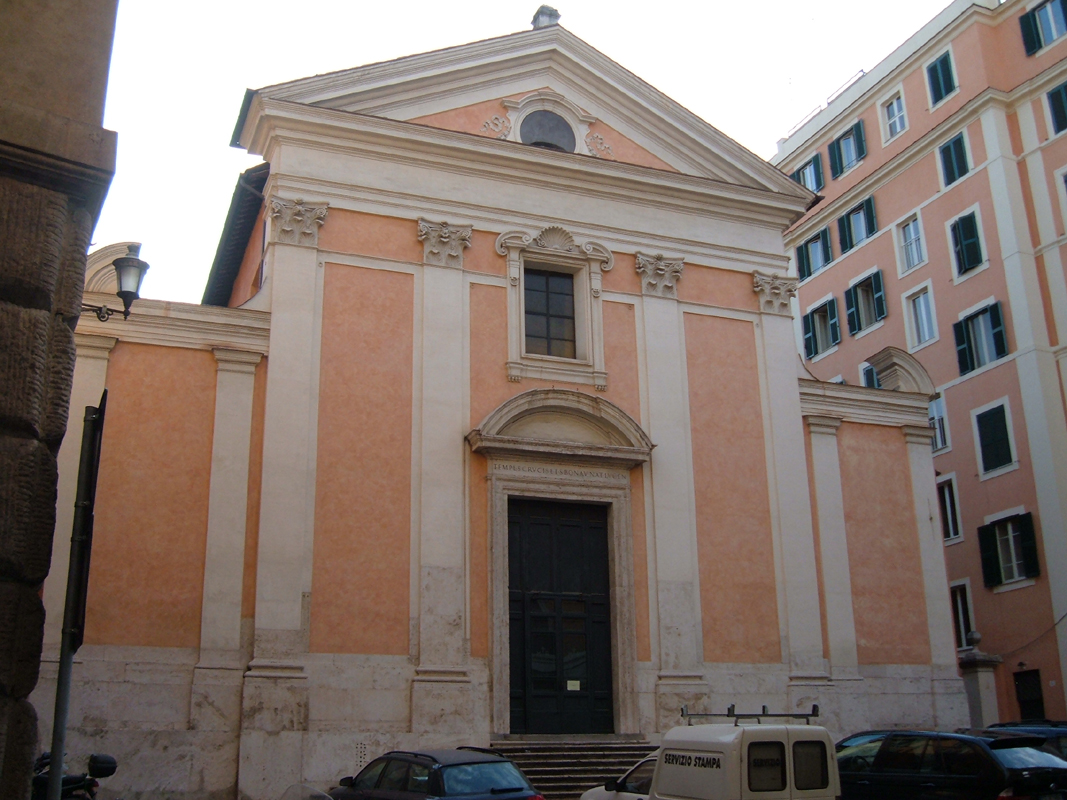
Nesta imagem da igreja de Santa Croce, o Palazzo Lucchesi é o edifício à direita, no fundo.

Palazzo Lucchesi é um palácio construído em 1897 e localizado no número 23 da Via dei Lucchesi, no rione Trevi de Roma, bem ao lado da igreja de Santa Croce e San Bonaventura dei Lucchesi.